# NGC 7422
NGC 7422 (другие обозначения — PGC 70048, UGC 12254, MCG 1-58-13, ZWG 405.15, KUG 2253+036, IRAS22536+0339) — спиральная галактика (Sb) в созвездии Рыбы.
Этот объект входит в число перечисленных в оригинальной редакции «Нового общего каталога».
В галактике вспыхнула сверхновая SN 2008du типа Ic, её пиковая видимая звездная величина составила 18,3.